# حانون القرطاجي
حانون القرطاجي ملك قرطاج هو قائد عسكري وبحار مستكشف، حكم بين عامي 480 ق.م و 440 ق.م خلفا للملك أميلكار الأول، قاد رحلة إستكشافية بحرية في عام 465 قبل الميلاد وتوجهت نحو خليج غينيا لتأسيس مستوطنات ساحلية جديدة وتوسيع مجال التجارة البحرية الفينقية القرطاجية.

## الرحلة
امتلك القرطاجيون مهارات عالية في بناء السفن التي استخدموها للسيطرة البحرية طوال قرون، كما عُرفوا بمهارتهم وخبرتهم في خوض غمار البحار، سعى حانون، ملك القرطاجيين، لاكتشاف آفاق جديدة والإبحار صوب الأماكن المجهولة في تلك العهود فأعدّ لرحلة إستكشافية إلى السواحل الإفريقية الأطلسية.
رواية ملك القرطاجيين حانون إلى ما وراء أعمدة هرقل، والتي نقشها على صفائح علّقت في معبد كرونوس (ملكارت عند القرطاجيين)  نقرأ نقلا عن عالم الرياضيات فيثاغورس اللذي كان من بين الحاضرين مقتطفاً من الخطاب:

مقتطف من خطاب حانون 
يا شعب قرطاج، أمرتم بمرسوم من قائد بحريتكم حانون ان يبحر ويسعى للقيام باكتشافات جديدة من الجانب الآخر لأعمدة هرقل وأن أسس عدة مؤسسات ( مستوطنات ) فينيقية – لوبية على سواحل المحيط الأطلنطي، لتنفيذ هذه المهمة، وضعتم على ذمتي ستون سفينة ولكل واحدة منهم خمسون مجذاف محمولين بعدة آلاف من المواطنين من كلا الجنسين، أوامركم نـُفّذت وها أنا في هذا الحرم سأعلل الرحلة التي كنت آمرا لها. سأضع الملف بهيكل الألهة صاطورن ( Saturne ) التي حمتنا من كل سوء خلال هذه الرحلة الطويلة، أبحرنا في طالع سعيد، وبعد اجتيازنا المضيق، وسيرنا على الماء بالتجذيف لمدة يومين بدأنا في تأسيس مدينة، اسمها ثيماتيريون (Thymieterium) وهي الأولى من مستوطناتنا على هذه المنطقة البحرية، عند وصولنا إلى شناخ مظلل بالكثير من الأشجار، شيدنا هيكلا لنبتون (Neptune). على بعد مسافة نصف يوم في الخلف عندما تلتفت لشروق الشمس كشفت لنا بحيرة، محاطة بقصب جذغه قوي، بأطرافه نجد الفيلة والحيوانات المفترسة، على بعد مسافة يوم من هناك أنشأنا عدة مراكز تجارية وكان اسم الأولى ” باب الشمس ” Cap Soleis، عندما إستأنفنا سفرنا وجدنا أنفسنا بمصبّ لنهر كبير قادم من ليبيا (ليبيا هو الاسم القديم للقارة الإفريقية) سُمُي بـليكسوس (Lixus). مكثنا فترة قصيرة على ضفته، بين بدو رعاة ماشية قاموا بضيافتنا، هذه القبيلة تعيش بلا قوانين، ودون حكومة، كل شخص يعيش وسط عائلته وكل عائلة تشكل إمبراطورية صغيرة حيث أكبرها سنا يكون زعيمها. عندما تتقدم إلى الأمام فوق الأرض تجد اللوبيون غير المتحضرين وسكان كهوف أشكالهم غريبة لكنهم أسرع في العدو من الخيول التي صاحبتنا في سفننا الكبرى، عندما درنا جنوبا على طول ساحل بري وصلنا إلى خلف خليج لجزيرة محيطها خمسة غلوات ( غلوة قرطاجية بمئة وستة عشر قدم ) واحتمال أكثر، أطلقنا عليها القرنة (Cerne)، كلامنا عن هذه الجزيرة مهم جدا، ستكون مخزنا لتجارة كبرى... المسافة التي قطعنا من قرطاج إلى الأعمدة تساوي في رحلتنا المسافة بين الأعمدة وسرني ( هنا يعني أعمدة هرقل )... 
حيث يواصل حانون القرطاجي وصف ما شاهده خلال رحلته عبر السواحل الإفريقية من جهة المحيط الأطلنطي